# Xiloteca

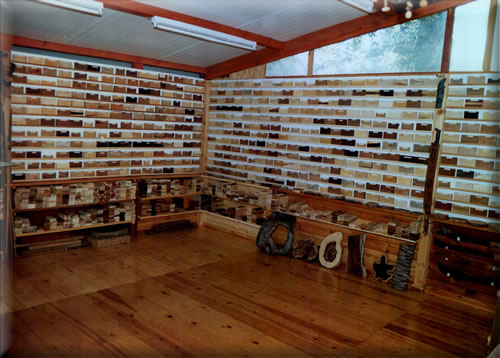
Interior da Xiloteca Manuel Soler, em Denia, Espanha

Xiloteca (do grego: xýlon, madeira + theke, caixa, coleção) é um arquivo de madeiras ou um local onde se guarda diversos tipos de madeira e informações relativas sobre sua estrutura anatômica.
Praticamente, todos os países medianamente desenvolvidos, e preocupados com a sua flora e suas florestas possuem uma xiloteca, onde, em maior ou menor escala, está representada a sua flora nativa como a de outras áreas do mundo.
A xiloteca oficial com o maior número de amostras é a de "Samuel James Record" da Escola Florestal da Universidade de Yale, em New Haven (Connecticut, Estados Unidos da América) com aproximadamente 60000 espécimes. A segunda xiloteca em importância é a do Museu Real da África de Tervuren, na Bélgica, com aproximadamente 57.000  amostras.
Uma xiloteca é necessária para conhecer o valor científico e econômico das madeiras existentes. Ao mesmo tempo, suas amostras servem como material de estudo para a xilotomia, propriedades físicas e mecânicas da madeira, durabilidade e conservação. 
A existência de xilotecas tem também aplicações práticas imediatas para qualquer um que tenha necessidade de fazer uma análise morfológica-visual da madeira. Nestes estão incluídos os técnicos, especialistas e madeireiros, e também aqueles envolvidos na indústria e no comércio. 
Por mais modesta que seja uma coleção de madeiras, cada uma de suas amostras é um compêndio ou uma monografia que incluem uma vasta informação. São muito importantes nos museus, escolas e nas universidades pelo seu valor didático e docente.
Uma xiloteca é interessante e seu uso é essencial  porque é uma ferramenta de estudo e uma referência às pesquisas sobre a identificação, o uso e a substituição de madeiras no seu  ambiente, contribuindo com a sua restauração e  preservação. Além disso, é um patrimônio cultural  à disposição do homem.
É norma comum e estabelecida que as xilotecas de diferentes países troquem amostras e informações, aumentando seus conhecimentos e suas coleções.

## Xilotecas por número de amostras

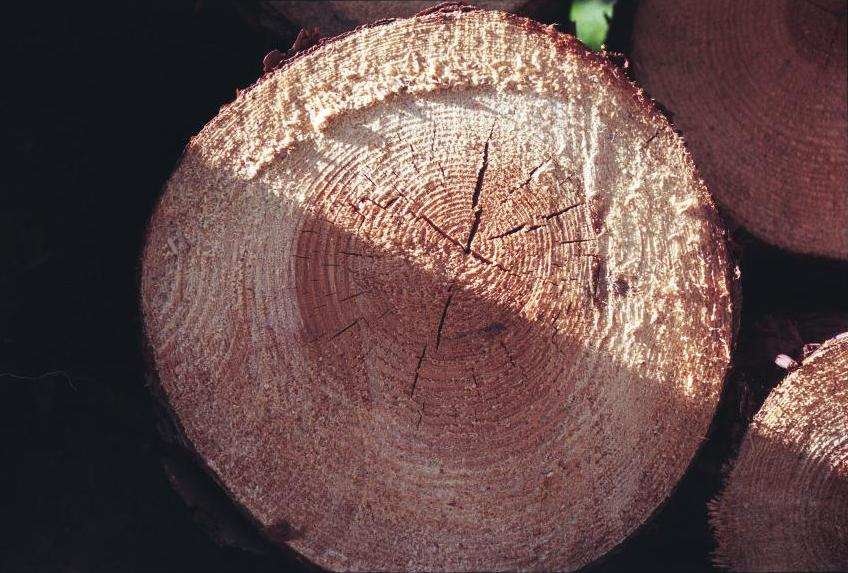
Uma amostra de um tronco de madeira.

| Xiloteca                 | Amostras |
| New Haven (EUA)          | 60.000   |
| Tervuren (Bélgica)       | 57.000   |
| Bogor (Indonésia)        | 32.000   |
| Kew (Inglaterra)         | 20.000   |
| Chicago (USA)            | 18.000   |
| São Paulo (Brasil)       | 17.000   |
| Melbourne (Austrália)    | 17.000   |
| Laguna (Filipinas)       | 11.000   |
| Lisboa (Portugal)        | 10.000   |
| Rio de Janeiro (Brasil)  | 8.000    |
| São Petersburgo (Rússia) | 8.000    |
| Kepong (Malásia)         | 7.000    |
| México                   | 6.000    |
| Costa Rica               | 6.000    |